# 白河莉莉
白河莉莉（日语：／，3月31日—），寶塚歌劇團月組娘役。暱稱、，大阪府東大阪市人，畢業於關西大學北陽中學校，身高163公分。

## 簡介
- 2017年，進入寶塚歌劇團[2][3]，103期生，同期生有夢白あや(現雪組主演娘役)、亞音有星(現宙組男役)、朝葉ことの(現花組娘役)、希波らいと(現花組男役)、瑠璃花夏(現星組娘役)、瑠皇りあ(現月組男役)。初次登台表演為雪組公演『幕末太陽傳（ばくまつたいようでん）』[2][3][4][5][6][7][8]，之後被分到月組[3]。
- 2019年，第一次擔任新人公演女主角，劇目是『I AM FROM AUSTRIA-故郷（ふるさと）は甘き調（しら）べ-(我來自奧地利－故鄉如甜美的旋律，改編自Vereinigte Bühnen Wien製作音樂劇「I AM FROM AUSTRIA」)』[2][9][10][11][12][13]。
- 2024年，擔任寶塚Bow Hall公演『Golden Dead Schiele(黃金死神-席勒)』的女主角[14][15][16]。

## 寶塚歌劇團時期

### 初舞台
- 2017年4-5月 寶塚大劇場 雪組公演『幕末太陽傳（ばくまつたいようでん）』『Dramatic 「S」!』[8]

### 月組時期
- 2017年7-10月『All for One(All for One～達太安與太陽王～)』[17][18]
- 2018年2-5月 『カンパニー-努力（レッスン）、情熱（パッション）、そして仲間たち（カンパニー）-(Company -努力（lesson）、熱情（passion）、以及夥伴們（company）-，改編伊吹有喜原作小說「カンパニー」)』『BADDY（バッディ）-悪党（ヤツ）は月からやって来る-(BADDY－來自月亮的壞蛋－)』[19]
- 2018年6-7月 TBS赤坂ACTシアター(TBS赤坂ACT劇場)『雨に唄えば(萬花嬉春，改編自電影「Singin' in the Rain」)』[20]
- 2018年8-11月『エリザベート-愛と死の輪舞（ロンド）-(伊莉莎白-愛與死的輪舞，改編自Vereinigten Bühnen Wien 製作，麥可·昆澤（Michael Kunze）作詞，西爾維斯特·萊維（Sylvester Levay）作曲之奧地利音樂劇「Elisabeth」)』新人公演 飾演:女官[21]
- 2018年12月 梅田藝術劇場 タカラヅカスペシャル2018『Say! Hey! Show Up!!』(2018年 Takarazuka special音樂會「Say! Hey! Show Up!!」[22]
- 2019年1月 寶塚Bow Hall『Anna Karenina（アンナ・カレーニナ）(安娜·卡列尼娜，改編自列夫·托爾斯泰原作同名小說)』飾演:裸足のアンナ(光著腳的安娜)[2][23]
- 2019年3-6月『夢現無双(夢現無雙-改編自吉川英治原作「宮本武藏」-)』飾演:宮本村の少年(宮本村的少年)、新人公演 飾演:朱實(正式公演:叶羽時)『クルンテープ 天使の都(恭貼　天使之城)』[2][24]
- 2019年10-12月『I AM FROM AUSTRIA-故郷（ふるさと）は甘き調（しら）べ-(我來自奧地利－故鄉如甜美的旋律，改編自Vereinigte Bühnen Wien製作音樂劇「I AM FROM AUSTRIA」)』新人公演 飾演:エマ・カーター(艾瑪‧卡塔 [好萊塢女星])(正式公演:美園櫻)[2][9][10][11][12][13][25]＊第一次擔任新人公演女主角
- 2020年2月 御園座『赤と黒(紅與黑，改編自司汤达原作小說)』飾演:スタニスラス(斯坦尼斯拉斯)[26]
- 2020年9月-2021年1月『WELCOME TO TAKARAZUKA-雪と月と花と-(WELCOME TO TAKARAZUKA ─雪與月和花─)』『ピガール狂騒曲(皮加勒隨想曲〜改編自莎士比亞原作「第十二夜」〜)』飾演:モーム(莫姆)[27]
- 2021年3月 寶塚Bow Hall『幽霊刑事（デカ）〜サヨナラする、その前に〜(幽靈刑警，改編有栖川有栖原作小說)』飾演:天乃愛[28]
- 2021年5-8月『桜嵐記（おうらんき）(櫻嵐記)』飾演:楠木正行（少年）(少年楠木正行) 新人公演 飾演:中宮顕子/光明天皇(正式公演:天紫珠李)『Dream Chaser(逐夢者)』[29]
- 2021年10-11月 博多座『川霧の橋(川霧之橋，改編山本周五郎原作「柳橋物語」)』飾演:お民(阿民)『Dream Chaser-新たな夢へ-(逐夢者-新的夢想)』[30]
- 2022年1-3月 『今夜、ロマンス劇場で(今夜，在浪漫劇場與妳相遇)』飾演:榮子/若尾菜菜；替補演出:淡路千景(原演員:きよら羽龍) 新人公演 飾演:萩京子(正式公演:白雪さち花)『FULL SWING!』[31]
- 2022年5月 舞浜アンフィシアター(舞濱圓形劇場)『Rain on Neptune(海王星的雨)』飾演:サファイア(藍寶石)[32]
- 2022年7-8月 寶塚大劇場『グレート・ギャツビー(大亨小傳，改編費茲傑羅原作小說)』飾演:キャサリン(凱瑟琳)[33][34]※寶塚大劇場新人公演取消
- 2022年9-10月 東京寶塚劇場 『グレート・ギャツビー(大亨小傳，改編費茲傑羅原作小說)』飾演:キャサリン(凱瑟琳) 新人公演 飾演:マートル・ウィルソン(麥特爾・威爾遜)(正式公演:天紫珠李)[33]
- 2022年11-12月『ブラック・ジャック 危険な賭け(怪醫黑傑克-危險的賭注，改編手塚治虫原作漫畫)』飾演:ヨランダ(約蘭達)『FULL SWING!』[35]※全國巡迴公演
- 2023年2-4月『応天の門(應天之門，改編灰原藥原作漫畫)』飾演:ヨリ(賴)/手古 新人公演 飾演:桂木(正式公演:梨花ますみ)『Deep Sea-海神たちのカルナバル-(Deep Sea-海神們的嘉年華會)』[36]
- 2023年6月 東急シアターオーブ(東急劇場Orb)『DEATH TAKES A HOLIDAY(死神假期)』飾演:アリス・ランベルティ(愛麗絲·蘭伯蒂)[37]
- 2023年8-9月 寶塚大劇場『フリューゲル-君がくれた翼-(Flügel─你給予我的翅膀─)』飾演:リン・マイヤー(林恩・麥爾)、新人公演 飾演:エミリア・ハインリッヒ(艾米利亞・海因里希)(正式公演:白雪さち花)『万華鏡百景色（ばんかきょうひゃくげしき）(萬花筒百景色)』[38]
- 2023年10-11月 東京寶塚劇場『フリューゲル-君がくれた翼-(Flügel─你給予我的翅膀─)』飾演:リン・マイヤー(林恩・麥爾)『万華鏡百景色（ばんかきょうひゃくげしき）(萬花筒百景色)』[38][39]※東京寶塚劇場新人公演取消
- 2024年1-2月 寶塚Bow Hall『Golden Dead Schiele(黃金死神-席勒)』飾演: ヴァリ・ノイツェル(瓦利·諾伊齊爾)[14][15][16][40]＊第一次擔任寶塚Bow Hal公演女主角
- 2024年3-7月 『Eternal Voice 消え残る想い(Eternal Voice 殘存的思念)』飾演:メアリー・スチュアート(蘇格蘭瑪麗女王)『Grande TAKARAZUKA 110!』[41]
- 2024年8-9月 『琥珀色の雨にぬれて(情浸琥珀色的雨中)』飾演:フランソワーズ・ドゥ・プレール(弗朗索瓦·德·普雷雷斯)『Grande TAKARAZUKA 110!』[42][43][44]※全國巡迴公演
- 2024年11月-2025年3月『ゴールデン・リバティ(黃金自由)』飾演:エリザベス(伊麗莎白[報社記者])『PHOENIX RISING（フェニックス・ライジング）(鳳凰涅槃)』[45][46]
- 2025年5月 寶塚Bow Hall『Twinkle Moon』(閃耀之月)[47]
- 2025年7-11月 『GUYS AND DOLLS(紅男綠女，改編同名百老匯音樂劇)』飾演:ハバナの女A(哈瓦那女子A)/ハイソサエティの女(上流社會女子)[48]

## 外部連結
- 寶塚官網白河莉莉介紹頁面
- 東京都會電視台網站白河莉莉介紹頁面宝塚カフェブレイク登場人物白河りり，存档于Archive.today（存檔日期 20250422）